# Patrice Esnault
Patrice Esnault (Orleans, 12 de juny de 1961) va ser un ciclista francès, que fou professional entre 1985 i 1994. Durant la seva carrera aconseguí una quinzena de victòries, destacant una etapa de la Volta a Espanya de 1990 i la Midi Libre de 1987.

## Palmarès
- 1984
  - 1r a la Chrono des Herbiers
  - 1r al Gran Premi dels Marbrers
  - 1r a la Fletxa d'or (amb Bruno Huger)
- 1986
  - 1r al Premi de l'Amistat i vencedor de 2 etapes
  - 1r a la Ruta de Berry
  - Vencedor d'una etapa del Tour del Mediterrani
- 1987
  - 1r al Gran Premi del Midi Libre
- 1988
  - 1r a la París-Bourges i vencedor d'una etapa
  - Vencedor d'una etapa de la París-Niça
- 1989
  - 1r a la Bordeus-Cauderan
- 1990
  - 1r al Premi de Riom
  - Vencedor d'una etapa de la Volta a Espanya
- 1992
  - 1r a la París-Camembert (Trophée Lepetit).
- 1994
  - 1r al Premi de Riom

### Resultats al Tour de França
- 1986. Abandona (6a etapa)
- 1987. Abandona (19a etapa)
- 1988. 78è de la classificació general
- 1991. 28è de la classificació general
- 1993. 119è de la classificació general

### Resultats a la Volta a Espanya
- 1989. 78è de la classificació general
- 1990. 28è de la classificació general
- 1991. 119è de la classificació general